# Мамдани, Зохран
Зохра́н Ква́ме Мамда́ни (англ. Zohran Kwame Mamdani; род. 18 октября 1991, Кампала, Уганда) — американский политик, представляющий штат Нью-Йорк. Член Демократической партии и организации «Демократические социалисты Америки» (DSA). С 2021 года представляет 36-й избирательный округ Ассамблеи штата Нью-Йорк, расположенный в боро Куинс.
24 июня 2025 года одержал победу на праймериз и станет кандидатом на выборах мэра Нью-Йорка, которые состоятся 4 ноября 2025 года. Его предвыборная программа включает поддержку бесплатного проезда на городских автобусах, замораживание арендной платы для жилья с регулируемой арендой, всеобщее дошкольное образование и создание сети муниципальных продуктовых магазинов.

## Биография
Зохран Мамдани родился в Кампале, Уганда. Его отец — Махмуд Мамдани, индийско-угандийский профессор, специализирующийся на колониализме и постколониальных исследованиях, преподаёт в Колумбийском университете. Мать — Мира Наир, индийско-американская кинорежиссёр. Среднее имя Кваме ему дал отец в честь Кваме Нкрумы, революционера и первого премьер-министра Ганы.
В возрасте пяти лет Мамдани с семьёй переехал в Кейптаун, где учился в школе St. George’s Grammar School, пока его отец работал в Кейптаунском университете. В возрасте семи лет с семьёй переехал в Нью-Йорк. Зохран окончил начальную школу Bank Street School for Children, а затем среднюю школу Bronx High School of Science.
Позже он поступил в Боудин-колледж в штате Мэн, где стал соучредителем университетского отделения организации «Студенты за справедливость в Палестине». В 2014 году он окончил колледж со степенью бакалавра в области африканистики.

## Карьера
Перед тем как заняться политикой, Мамдани работал консультантом по предотвращению потери жилья из-за неуплаты ипотеки.

### Музыка
Мамдани является поклонником хип-хопа и ранее занимался рэпом. В 2016 году он выступал под псевдонимом Young Cardamom и в сотрудничестве с угандийским рэпером HAB выпустил мини-альбом (EP) под названием Sidda Mukyaalo на языке луганда, что означает «Мы не вернёмся в деревню». Эта пара также записала песню для саундтрека к фильму «Королева Катве», режиссёром которого выступила его мать Мира Наир.
В 2019 году Мамдани выпустил сингл Nani под именем Mr. Cardamom. В клипе на эту песню снялась актриса и кулинарная писательница Мадхур Джеффри, исполнившая роль бабушки Мамдани.
По данным The New York Post, в налоговой декларации за 2024 год Мамдани указал доход в размере 1267 долларов США от своей музыкальной деятельности.

### Начало политической карьеры
Мамдани начал заниматься политикой в 2015 году, когда стал волонтёром в избирательной кампании Али Наджми на дополнительных выборах в городской совет Нью-Йорка по 23-му округу. В 2017 году он присоединился к организации «Демократические социалисты Америки» и работал в предвыборной кампании кандидата в городской совет Нью-Йорка Хадера Эль-Ятима — палестинского лютеранского священника и демократического социалиста, баллотировавшегося от района Бэй-Ридж, Бруклин.
Позже Мамдани стал менеджером кампании Росса Баркана, который безуспешно баллотировался в Сенат штата Нью-Йорк в 2018 году. В 2019 году он также работал полевым организатором в кампании демократической социалистки Тиффани Кабан, баллотировавшейся на пост окружного прокурора Куинса.

### Ассамблея штата Нью-Йорк
В октябре 2019 года Мамдани объявил о своём участии в выборах в Ассамблею штата Нью-Йорк от 36-го избирательного округа, охватывающего районы Астория и Лонг-Айленд-Сити в боро Куинс. Он получил поддержку от организации «Демократические социалисты Америки» и вёл кампанию, акцентируя внимание на жилищной реформе, реформе полиции и тюрем, а также на общественной собственности коммунальных служб.
В июне 2020 года он одержал победу на праймериз Демократической партии, победив действующую депутатку Аравеллу Симотас, которая занимала пост четыре срока подряд. Подсчёт голосов длился почти месяц. В ноябре он выиграл всеобщие выборы, не встретив республиканской оппозиции. Мамдани был переизбран без конкуренции в 2022 и 2024 годах.
Он является участником восьмиместной фракции «Социалисты у власти» в составе Демократических социалистов Америки, а также членом Клуба мусульман-демократов Нью-Йорка. Его избирательный округ включает часть Астории с большим числом избирателей мусульманского и арабского происхождения и считается центром социалистического движения Нью-Йорка.
По состоянию на май 2025 года Мамдани был основным автором 20 законопроектов, три из которых стали законами, а также соавтором 238 законопроектов. На посту члена Ассамблеи он добился включения в бюджет штата более 100 миллионов долларов на улучшение работы метро, запустил успешный пилотный проект бесплатных автобусов и способствовал отказу от строительства загрязняющей электростанции.

### Выборы мэра Нью-Йорка 2025 года
23 октября 2024 года Зохран Мамдани объявил о своём участии в выборах мэра Нью-Йорка, которые пройдут в 2025 году. В его предвыборную программу входят предложения о бесплатном проезде на городских автобусах и замораживании арендной платы для жилья с регулируемой арендой. Кроме того, он выступает за создание пяти муниципальных продуктовых магазинов — по одному в каждом боро города, чтобы снизить цены на продукты питания.

Логотип предвыборной кампании Зохрана Мамдани на пост мэра Нью-Йорка

13 июня 2025 года Мамдани и другой кандидат, бруклинский контролёр бюджета Брэд Лэндер публично поддержали друг друга на праймериз Демократической партии.
О поддержке кандидатуры Мамдани заявили конгрессвумен Александрия Окасио-Кортес и сенатор Берни Сандерс, который сказал: «Наша нация стоит перед фундаментальным выбором: будем ли мы продолжать политику, в которой доминируют корпорации, управляемые миллиардерами или создадим низовое движение, основанное на поддержке простых людей, готовых бороться с олигархией, авторитаризмом и клептократией?». Он подтвердил свою поддержку на платформе X, написав: «В этот опасный момент истории политика статус-кво больше не подходит. Нам нужно новое руководство, которое будет готово противостоять мощным корпоративным интересам и бороться за права рабочего класса».
В свою очередь, Дональд Трамп раскритиковал избирательную кампанию Мамдани, назвав его «радикальным левым» и «стопроцентным коммунистическим сумасшедшим».
На протяжении большей части кампании Мамдани уступал в опросах главному фавориту — бывшему губернатору штата Нью-Йорк Эндрю Куомо. Хотя оба собрали схожие суммы пожертвований, база доноров Мамдани была значительно шире за счёт большого числа небольших взносов от обычных избирателей, тогда как Куомо получал финансирование преимущественно от богатых доноров и корпораций. Однако, согласно опросу, проведённому незадолго до праймериз 24 июня 2025 года, Мамдани догнал Куомо в рейтингах. Вечером в день выборов по предварительным результатам Мамдани уверенно опережал Куомо, который признал своё поражение в ту же ночь, и этот результат назвали громкой сенсацией.
Если Мамдани будет избран, он станет первым мэром Нью-Йорка мусульманского вероисповедания.

## Политические взгляды и программа
Мамдани стал считать себя демократическим социалистом после президентской кампании Берни Сандерса в 2016 году. Он является членом организации «Демократические социалисты Америки».

### Дошкольное образование и поддержка семей
Мамдани поддерживает введение всеобщей системы дошкольного образования. Он предложил обеспечивать все семьи с новорождёнными в Нью-Йорке «детскими корзинами» — наборами с подгузниками и другими необходимыми товарами.
Он также внёс законопроект об отмене освобождения от налога на имущество, которым пользуются Нью-Йоркский и Колумбийский университеты. Сэкономленные средства предлагается направить в систему Городского университета Нью-Йорка (CUNY), испытывающую хронические проблемы с финансированием.

### Преступность и безопасность
Мамдани считает, что усиление полицейского контроля и увеличение количества заключённых неэффективны для предотвращения преступности. Он выступает за «достойную работу, экономическую стабильность и благополучные районы» как основы общественной безопасности.
Он продвигает подход, ориентированный на работу с сообществами, уделяя внимание помощи бездомным и программам предотвращения насилия. Мамдани критикует чрезмерную зависимость от полиции в решении социальных проблем и считает, что полиция выполняет несвойственные ей функции из-за провалов социальной политики. Он предложил создать департамент общественной безопасности, в задачи которого входило бы развитие программ по охране психического здоровья.

### Экономическая политика
Мамдани выступает за ограничение роста арендной платы, усиление защиты прав арендаторов и создание Агентства по социальному жилищному строительству, которое будет заниматься возведением доступного жилья в государственной собственности. Он также поддерживает повышение минимальной почасовой оплаты труда в Нью-Йорке до 30 долларов к 2030 году.

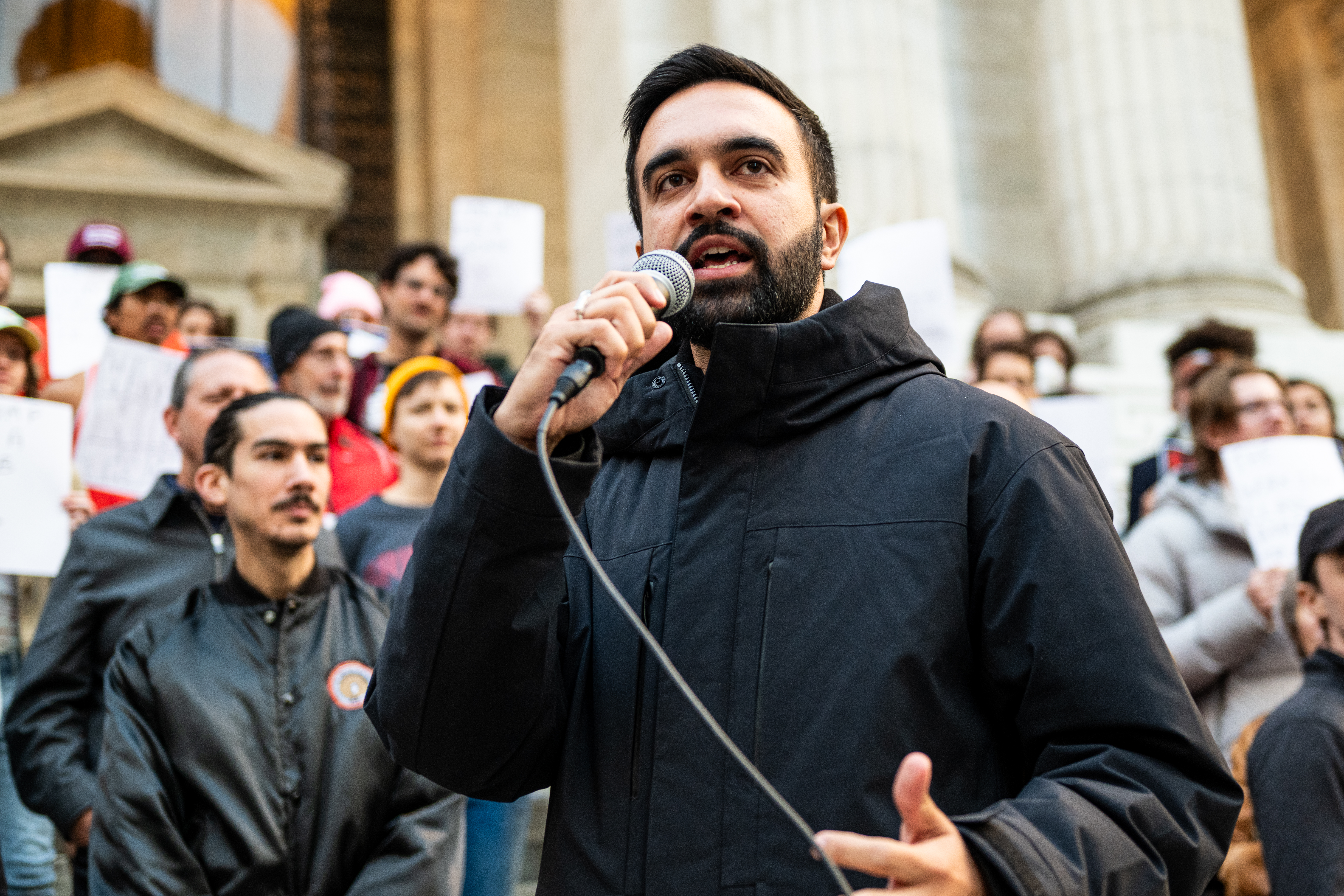
Зохран Мамдани выступает на митинге против фашизма в Брайант-парке, Нью-Йорк. 27 октября 2024 года

Мамдани предлагает увеличить подоходный налог для одного процента самых обеспеченных жителей Нью-Йорка, чтобы собрать 20 миллиардов долларов на финансирование бесплатного обучения в системе университетов CUNY и SUNY, всеобщий доступ к дошкольному образованию, заморозку цен на проезд в метро, бесплатный проезд на автобусах MTA и защиту прав арендаторов.
В 2021 году Мамдани принял участие в голодовке вместе с таксистами и членом Ассамблеи Ю-Лайн Нью, поддерживая требования о списании долгов у водителей, купивших дорогие лицензии на работу в такси.

### Израильско-палестинский конфликт
Мамдани поддерживает движение за бойкот, изъятие инвестиций и санкции и называет действия Израиля во время войны в Газе геноцидом.
В начале 2023 года он внёс законопроект под названием «Не за наш счёт! Прекращение финансирования насилия израильских поселенцев штатом Нью-Йорк», запрещающий зарегистрированным благотворительным организациям перечислять средства структурам, поддерживающим незаконные израильские поселения.
В ноябре 2023 года он присоединился к актрисе и политической активистке Синтии Никсон в пятидневной голодовке у здания Белого дома в Вашингтоне. Акция была направлена на прекращение огня и выражение несогласия с поддержкой президентом Джо Байденом израильских бомбардировок сектора Газа. В 2024 году Мамдани провёл ифтар в поддержку прекращения огня в Газе в период Рамадана.
В 2025 году он отказался подписать ежегодную резолюцию Ассамблеи штата Нью-Йорк, приуроченную к годовщине основания Израиля. Представитель кампании Мамдани, Эндрю Эпстайн, пояснил, что он выступил против документа из-за его формулировки, в которой утверждалось, что Израиль «стремится к миру, безопасности и достоинству для себя, своих соседей и всего мира, чтобы исполнить пророчество о „свете для народов“», что, по словам Эпстайна, «противоречит действиям правого израильского правительства за последние 18 месяцев».
Решение Мамдани подверглось критике со стороны члена Ассамблеи Сэма Бёргера. В ответ Мамдани заявил, что осуждает антисемитизм и признаёт право Израиля на существование как государства с равными правами для всех граждан.
16 мая 2025 года издание Politico сообщило, что Мамдани якобы отказался поддержать резолюции в память о Холокосте. В ответ он опубликовал видео в соцсетях, назвав статью вводящей в заблуждение. По его словам, он поддержал резолюции, но не разрешал указывать себя как их соавтора без личного одобрения.

### Социальные вопросы
Мамдани поддержал Предложение № 1, поправку к Конституции штата Нью-Йорк, принятую в 2024 году. Поправка запрещает дискриминацию по признаку этнической принадлежности, национального происхождения, возраста, инвалидности, пола (включая ЛГБТ-идентичность), беременности и репродуктивного здоровья.
В феврале 2025 года Мамдани выступил на митинге на Юнион-сквер в Нью-Йорке в знак протеста против указа президента Дональда Трампа, угрожавшего лишить федерального финансирования медицинские учреждения, помогающие трансгендерным подросткам пройти процесс гендерного перехода.

### Транспорт
Мамдани выступает за полную и постоянную отмену платы за проезд в автобусах. Он поддерживал пилотную программу бесплатного проезда на автобусах MTA, которая стартовала в сентябре 2023 года. После запуска программы пассажиропоток на буднях вырос на 30 %, особенно среди людей с годовым доходом менее 28000 долларов. Кроме того, на этих маршрутах количество нападений на водителей автобусов снизилось на 38,9 %.

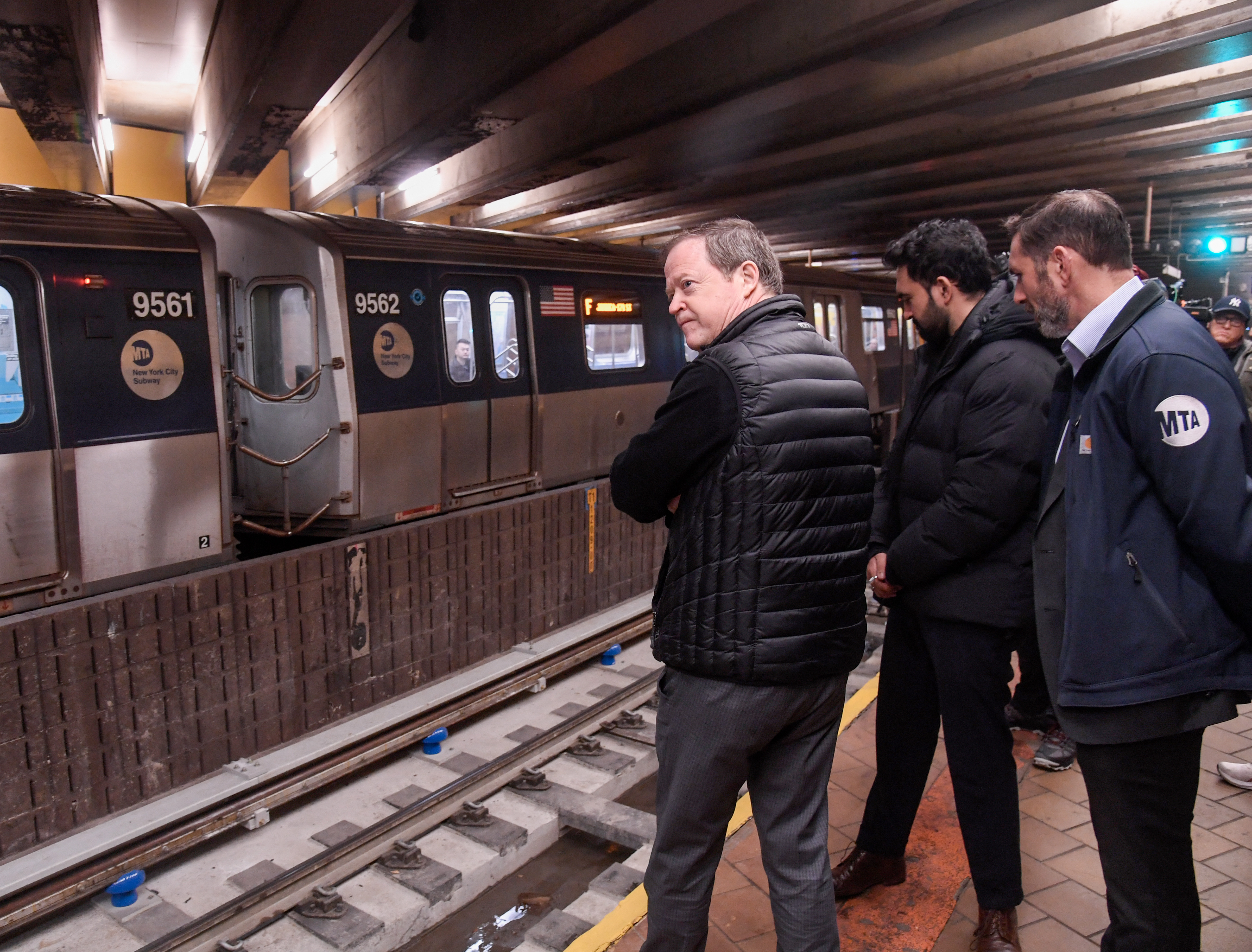
Зохран Мамдани (второй справа) на станции метро в день открытия обновлённого участка линии F. Нью-Йорк, 1 апреля 2024 года

Программа завершилась в августе 2024 года, поскольку законодатели штата не продлили её. В ответ Мамдани заявил, что «MTA выступило против этой программы, потому что считало, что сейчас не время вводить путаницу вокруг сбора платы за проезд». По его оценке, Нью-Йорку потребуется около 650 миллионов долларов в год, чтобы сделать автобусный проезд полностью бесплатным.
В декабре 2022 года Мамдани представил пакет законопроектов под общим названием Fix the MTA, предложив внедрить бесплатный проезд в автобусах в течение следующих четырёх лет поэтапно: сначала в Бронксе, затем в Бруклине, Куинсе, Манхэттене и на Стейтен-Айленде.
В 2023 году Мамдани также стал соавтором законопроекта о введении дополнительного регистрационного сбора за тяжёлые автомобили, чтобы ограничить их использование и повысить безопасность на дорогах.
Кроме того, он активно поддерживает введение платы за въезд в перегруженные районы города. Совместно с сенатором штата Майклом Джанарисом он подготовил законопроект Get Congestion Pricing Right, предусматривающий повышение частоты движения автобусов и расширение программы бесплатного проезда.

## Личная жизнь
В 2018 году Мамдани получил гражданство США через процедуру натурализации. Он является шиитом-двунадесятником — последователем крупнейшего течения в шиитском исламе.
Мамдани болеет за английский футбольный клуб «Арсенал» и команды «Нью-Йорк Метс» (бейсбол) и «Нью-Йорк Джайентс» (американский футбол).
В начале 2025 года он женился на художнице сирийского происхождения Раме Дуваджи. По состоянию на 2025 год супруги живут в квартире в районе Астория (Куинс, Нью-Йорк).